# Droga wojewódzka 826
Die Droga wojewódzka 826 (DW826) ist eine 11 Kilometer lange Droga wojewódzka (Woiwodschaftsstraße) in der Woiwodschaft Lublin in Polen. Die Strecke in den Powiaten Puławski und Lubelski verbindet zwei weitere Woiwodschaftsstraßen.

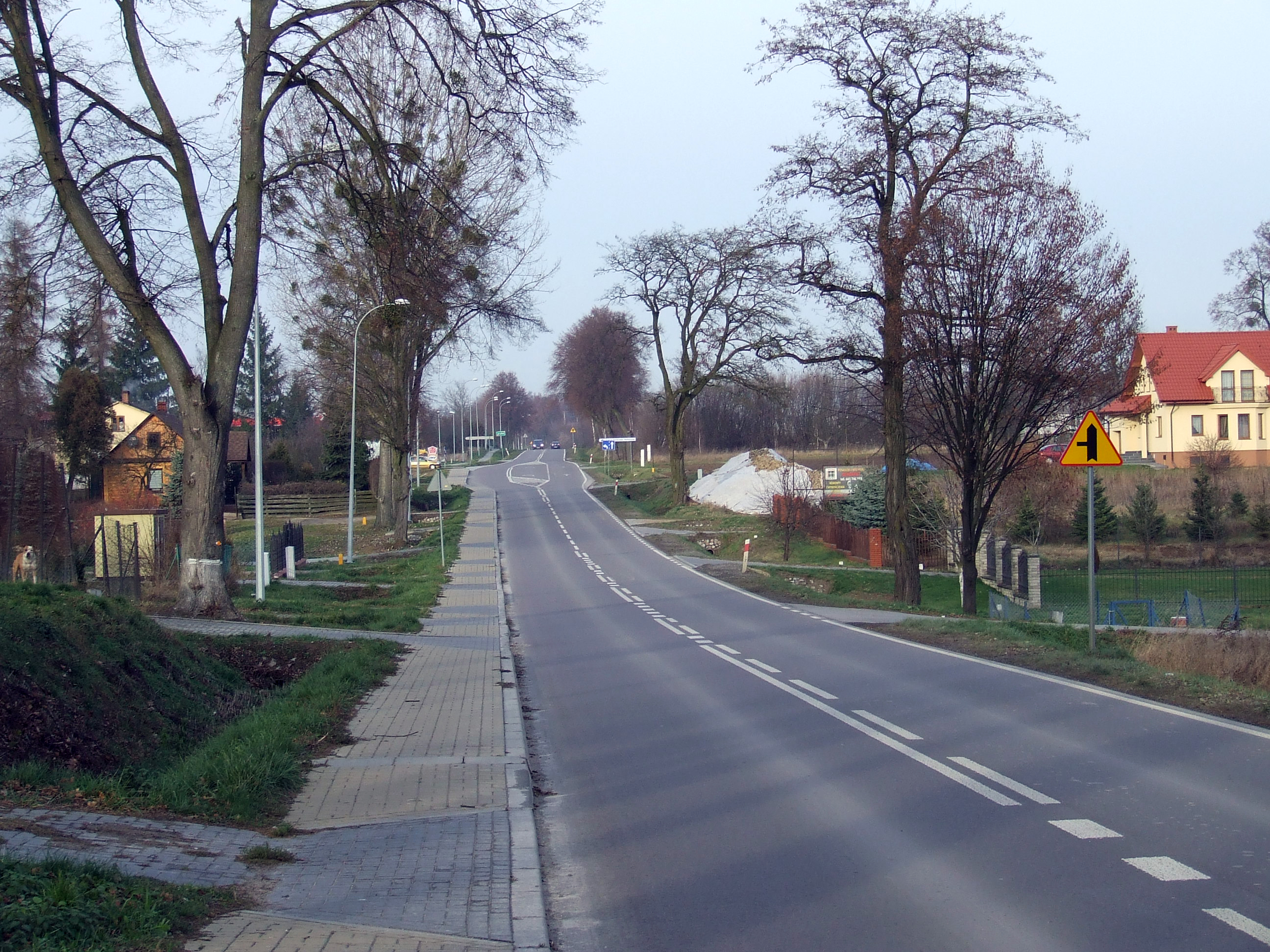
DW826 vor dem Abzweig zum Bahnhof

Die Straße zweigt in der Stadt Nałęczów von der Woiwodschaftsstraße DW830 ab und verläuft zuerst in annähernd nördlicher Richtung. Etwa 800 Meter nördlich der Stadtgrenze führt eine abzweigende Straße zum Bahnhof Nałęczów. Die DW826 unterquert die Bahnstrecke und biegt in Piotrowice in nordöstliche Richtung ab. In Przybysławice endet die DW826 mit der Einmündung in die Woiwodschaftsstraße DW874.

## Streckenverlauf
Woiwodschaft Lublin, Powiat Puławski
-  Nałęczów (DW830)
-  Strzelce, Abzweig zum Bahnhof Nałęczów
-  Unterquerung der Bahnstrecke Warschau–Lublin–Dorohusk
-  Piotrowice
- Paulinów

Woiwodschaft Lublin, Powiat Lubelski
- Kolonia Góry
-  Przybysławice (DW874)